# Machang, Anhui
Machang (kinesiska: 马厂) är en köping i östra Kina. Den ligger i Quanjiao härad i staden Chuzhou i provinsen Anhui, omkring 71 kilometer öster om provinshuvudstaden Hefei. Antalet invånare är 28557. Befolkningen består av 14 248 kvinnor och 14 309 män. Barn under 15 år utgör 16,0 %, vuxna 15-64 år 69 %, och äldre över 65 år 14,0 %.